# يو هوشيدي
يو هوشيدي (باليابانية: 星出 悠) مواليد 16 أغسطس 1977 في طوكيو، هو لاعب كرة قدم ياباني يلعب مع نادي غلوبال كلاعب وسط.

## مرحلة الشباب

### أندية لعب لها
- جامعة ميجي

## المسيرة الاحترافية

### أندية لعب لها
- نادي جو بابليك
- نادي غلوبال

## روابط خارجية
- يو هوشيدي على موقع قاعدة بيانات كرة القدم.إي يو (الإنجليزية)
- يو هوشيدي على موقع Soccerway.com (الإنجليزية)